# Pandirodesmus disparipes
Pandirodesmus disparipes är en mångfotingart som beskrevs av Filippo Silvestri 1932. Pandirodesmus disparipes ingår i släktet Pandirodesmus och familjen Chelodesmidae. Inga underarter finns listade i Catalogue of Life.